# Закон, регулирующий время и порядок принесения определённых присяг
Закон, регулирующий время и порядок принесения определённых присяг (англ. An act to regulate the time and manner of administering certain oaths) — первый закон США, принятый Конгрессом после ратификации Конституции США и подписанный президентом Джорджем Вашингтоном 1 июня 1789 года, который требует от всех членов федерального правительства, правительства штата и местного самоуправления торжественно поклясться или подтвердить поддержку Конституции Соединённых Штатов перед тем, как приступить к своим обязанностям.

## История
Спустя пять дней, после того, как Палата представителей достигла своего первого кворума 1 апреля 1789, был назначен комитет по разработке законопроекта о порядке введения присяги для членов Конгресса требуется в соответствии со статьёй VI Конституции. В тот день Палата представителей также проголосовала за то, чтобы поручить комитету включить следующую формулировку присяги:

Я, <имя>, Представитель Соединённых Штатов в Конгрессе, торжественно клянусь или заявляю (в зависимости от обстоятельств), что буду поддерживать Конституцию Соединённых Штатов.
Оригинальный текст (англ.)I, A B a Representative of the United States in the Congress thereof, do solemnly swear or affirm  that I will support the Constitution of the United States.
25 апреля 1789 года комитет представил свой законопроект всей Палате, которая через два дня одобрила его. Комитет Сената, которому поручено рассмотрение законопроекта, добавил раздел, требующий, чтобы государственные чиновники и законодатели приносили ту же присягу, что и члены Конгресса. Сенат одобрил законопроект с изменениями 5 мая 1789 года. Палата представителей не возражала против изменений Сената, и представители каждого органа предоставили законопроект Джорджу Вашингтону на подпись.
Присяга в окончательном законопроекте отличалась от первоначального предложения тем, что исключала два пункта, в которых упоминался Бог, а также фразу «Представитель Соединённых Штатов в Конгрессе». Закон предусматривал, что любой сенатор должен был принести присягу Председателю Сената (то есть вице-президенту Соединённых Штатов), и затем вице-президент приводит сенаторов к присяге. В Палате представителей Представитель приводит к присяге Спикера, который затем делает то же самое с другими членами. Государственные и другие федеральные чиновники должны были принести ту же присягу, которую должен был дать кто-то, уполномоченный более поздним законом.